# 유술 (수나라)
유술은 수나라 문제 양견 휘하의 장수이다. 동시에 수나라 문제의 사위이다. 수 문제의 딸인 난릉공주는 원래 다른 이에게 시집갔다가 남편이 죽자 유술의 아내가 되었는데, 아내로서의 도리를 잘 다하였다고 전해진다. 604년, 양견은 유술과 원암에게 양용을 데려오라고 지시하지만, 양광이 그들을 감옥에 가두고 양용과 양견을 살해한 뒤 황제로 즉위한다. 이후 유술은 좌천되는데, 난릉공주와 격리되게 된다. 난릉공주는 양제에게 동행할 수 있게 해달라고 청원하지만 양제가 이를 기각하자 분사한다.